# LamaH

Logo der LamaH-Datensätze

LamaH (Large-Sample Data for Hydrology and Environmental Sciences) ist eine staatsübergreifende Initiative für eine einheitliche Datenaufbereitung und -sammlung im Bereich der Einzugsgebietshydrologie. Hydrologische Datensätze sind unter anderem eine wesentliche Grundlage für die Erstellung von Modellen zur Hochwasserwarnung.

## Eigenschaften
LamaH-Datensätze bestehen immer aus einer Kombination von meteorologischen Zeitreihen (z. B. Niederschlag, Temperatur) und hydrologisch relevante Einzugsgebietseigenschaften (z. B. Seehöhe, Waldfläche, Untergrundgestein), welche über das jeweilige Einzugsgebiet aggregiert wurden, sowie dazugehörige hydrologische Zeitreihen am Einzugsgebietsauslass (Abfluss). Durch die Auswertung der großen und heterogenen Stichprobe (large-sample) an Einzugsgebieten können mit probaten Methoden Einblicke in den hydrologischen Kreislauf gewonnen werden, welche mit lokalen und kleinräumigen Untersuchungen wahrscheinlich nicht möglich wären. Aufgrund der Struktur des Datensatzes kann die Auswertung automationsgestützt auch mit Methoden des Maschinellen Lernens (Deep Learning) erfolgen. In der beiliegenden Dokumentation werden neben der Datenaufbereitung auch etwaige Limitierungen, Unsicherheiten sowie Anwendungsmöglichkeiten erläutert.

## Unterschied zu CAMELS
Die LamaH-Datensätze sind zu den CAMELS-Datensätzen recht ähnlich, verfügen aber darüber hinaus über:
- weitere Einzugsgebietsabgrenzungen (auf Basis von Zwischeneinzugsgebieten) sowie Attribute (z. B. Fließabstand und Höhendifferenz zwischen zwei topologisch benachbarten Abflusspegel), wodurch der Aufbau eines zusammenhängenden hydrologischen Netzwerkes möglich wird
- Attribute zur Klassifikation der Einzugsgebiete nach Grad und Typ der (anthropogenen) Beeinflussung

## Verfügbarkeit
LamaH-Datensätze sind für folgende Gebiete verfügbar:
- Zentraleuropa (Österreich sowie dessen hydrologische Oberliegerflächen in Deutschland, Tschechien, Schweiz, Slowakei, Italien, Liechtenstein, Slowenien und Ungarn) / 859 Einzugsgebiete[2]

CAMELS-Datensätze sind erhältlich für (gereiht nach Publikationsdatum):
- USA (exklusive Alaska und Hawaii) / 671 Einzugsgebiete[3]

- Chile / 516 Einzugsgebiete[4]

- Brasilien / 897 Einzugsgebiete[5]
- Großbritannien / 671 Einzugsgebiete[6]
- Australien / 222 Einzugsgebiete[7]

Sowohl die CAMELS- als auch die LamaH-Datensätze sind mit Creative Commons lizenziert und daher kostenlos und barrierefrei für die Allgemeinheit verfügbar.